# Johann Schwabe (Unternehmer)
Johann Schwabe († 21. Oktober 1732) war ein deutscher Kaufmann, Unternehmer, Mitbesitzer des vogtländischen Waldguts Obersachsenberg und Stifter einer Armenschule.

## Leben und Wirken
Schwabe war ein einflussreicher Kaufmann in der sächsischen Messestadt Leipzig. Gemeinsam mit dem Amtmann Georg Andreas Conradi aus Dresden, dem Freiberger Bürgermeister Martin Albert und dem sächsischen Kobalt- und Blaufarbeninspektor Michael Francke aus Schneeberg gründete Schwabe mit Vertrag vom 10. November 1696 die Messinghandels-Sozietät, die das Messingwerk Niederauerbach bis ins 19. Jahrhundert betrieb. Als 1709 der Anteil Alberts nach dessen Tod an Elisabeth Conradi überging, nach der die Elisabethhütte, eine Betriebsstätte des Niederauerbacher Werkes, benannt ist, und Franckes Anteile nach dessen Tod 1707 erloschen, waren nur noch die Familien Conradi und Schwabe am Werk beteiligt.
1702 erwarb er gemeinsam mit Conradi außerdem das Waldgut Obersachsenberg, das nach Conradis Tod 1718 der Fleischer Johann Wolf Enders übernahm. 1723 ließ Schwabe in Burgörner, im preußischen Anteil der Grafschaft Mansfeld, den Grundstein für die Kupferkammerhütte legen, die später Bleihütte genannt wurde.
Schwabe gehörte zu den Bekannten von Johann Sebastian Bach. Er errichtete eine Armenstiftung in Leipzig. Die von ihm finanzierte und 1731 auf der Bettelgasse eingerichtete Frei- oder Armenschule ging im Siebenjährigen Krieg jedoch wieder ein; das Stiftungsvermögen wurde 1869 für bedürftige Familienangehörige umgewidmet.
Sein 1717 in Leipzig geborener Sohn Carl Heinrich Schwabe wurde Bergrat und kursächsischer Amtmann in Nossen.